# Ingrid Gamarra Martins
Ingrid Gamarra Martins (* 22. August 1996) ist eine brasilianische Tennisspielerin.

## Karriere
Gamarra Martins spielt hauptsächlich auf der ITF Women’s World Tennis Tour, wo sie bisher vier Einzel- und 11 Doppeltitel gewann; weiters gewann sie je einen WTA-Challenger-Titel und einen WTA-Titel im Doppel.
Ihr erstes Profiturnier bestritt sie im April 2012. 2013 erhielt sie eine Wildcard für die Qualifikation zum Brasil Tennis Cup in Florianópolis, ihrem ersten Turnier auf der WTA Tour. Sie verlor dort allerdings bereits ihr Auftaktmatch gegen Adriana Pérez mit 0:6 und 2:6. 2014 startete sie, ebenfalls mit einer Wildcard ausgestattet, mit ihrer Partnerin Nathaly Kurata im Hauptfeld der Doppelkonkurrenz beim Circuito Feminino Future de Tênis 2014 in São Paulo, wo die beiden aber bereits ihr Auftaktmatch verloren. Die Woche darauf erhielt sie eine Wildcard für die Qualifikation zu den Rio Open in Rio de Janeiro, wo sie der späteren Achtelfinalistin Alison Van Uytvanck in ihrem Auftaktmatch mit 1:6 und 1:6 unterlag. 2015 startete sie mit einer Wildcard bei der Qualifikation zu den Rio Open 2015, wo sie in der ersten Runde gegen Verónica Cepede Royg mit 1:6 und 1:6 verlor. Im Hauptfeld der Doppelkonkurrenz unter lag sie mit ihrer Partnerin Carolina M. Alves dem Duo Hsu Chieh-yu und Eliza Kostowa mit 3:6 und 4:6. Bei der Qualifikation zum Brasil Tennis Cup 2015 scheiterte sie nach einem Auftaktsieg gegen ihre Landsfrau Erika Drozd Pereira in der Qualifikationsrunde nur knapp in drei Sätzen an Andrea Gámiz. In der Doppelkonkurrenz unterlag sie mit ihrer Partnerin Erika Drozd Pereira den an Position 2 gesetzten späteren Finalistinnen María Irigoyen und Paula Kania mit 3:6 und 2:6.
Seit 2014 wird Gamarra Martins in der Weltrangliste geführt. Ihre besten Platzierungen erreichte sie im Einzel mit Platz 448 im Januar 2022, im Doppel mit Platz 91 im Januar 2023.

## Turniersiege

### Einzel
| Nr. | Datum           | Turnier | Kategorie | Belag     | Finalgegnerin         | Ergebnis       |
| --- | --------------- | ------- | --------- | --------- | --------------------- | -------------- |
| 1.  | 7. Juli 2019    | Cancún  | ITF W15   | Hartplatz | Thaisa Grana Pedretti | 7:63, 7:64     |
| 2.  | 18. August 2019 | Cancún  | ITF W15   | Hartplatz | Emilie Lindh          | 6:1, 6:3       |
| 3.  | 2. Februar 2020 | Cancún  | ITF W15   | Hartplatz | Taylor Ng             | 6:3, 6:2       |
| 4.  | 9. Februar 2020 | Cancún  | ITF W15   | Hartplatz | Verena Meliss         | 6:74, 7:5, 6:4 |

### Doppel
| Nr. | Datum              | Turnier          | Kategorie      | Belag     | Partnerin                | Finalgegnerinnen                          | Ergebnis          |
| --- | ------------------ | ---------------- | -------------- | --------- | ------------------------ | ----------------------------------------- | ----------------- |
| 1.  | 21. März 2015      | Ribeirão Preto   | ITF $10.000    | Sand      | Walerija Strachowa       | Melina Ferrero Carla Lucero               | 6:0, 6:3          |
| 2.  | 29. Juli 2016      | Campos do Jordão | ITF $25.000    | Hartplatz | Laura Pigossi            | Maria Fernanda Alves Luisa Stefani        | 6:3, 3:6, [10:8]  |
| 3.  | 14. Juli 2017      | Campos do Jordão | ITF $25.000    | Hartplatz | Camila Giangreco Campiz  | Nathaly Kurata Rebeca Pereira             | 7:61, 6:3         |
| 4.  | 13. Juli 2019      | Cancún           | ITF W15        | Hartplatz | Eduarda Piai             | Angela Kulikov Rianna Valdes              | 6:71, 7:5, [11:9] |
| 5.  | 8. Februar 2020    | Cancún           | ITF W15        | Hartplatz | Thaisa Grana Pedretti    | Eleonore Tschakarowa Werginie Tschakarowa | 6:2, 6:2          |
| 6.  | 12. September 2020 | Figueira da Foz  | ITF W25+H      | Hartplatz | Beatriz Haddad Maia      | Jacqueline Cabaj Awad Inês Murta          | 7:5, 6:1          |
| 7.  | 6. März 2021       | Antalya          | ITF W15        | Sand      | Jessie Aney              | Jang Su-jeong Park So-hyun                | 6:2, 6:2          |
| 8.  | 17. Juli 2021      | Almada           | ITF W15        | Hartplatz | Olga Parres Azcoitia     | Océane Babel Lucie Nguyen Tan             | 4:6, 6:3, [10:8]  |
| 9.  | 28. August 2021    | Monastir         | ITF W15        | Hartplatz | Jazmín Ortenzi           | Sakura Hondo Yuka Hosoki                  | 6:2, 6:0          |
| 10. | 27. November 2022  | Montevideo       | WTA Challenger | Sand      | Luisa Stefani            | Elixane Lechemia Quinn Gleason            | 7:5, 6:76, [10:6] |
| 11. | 2. Dezember 2022   | Rio de Janeiro   | ITF W60        | Sand      | Francisca Jorge          | Anna Rogers Christina Rosca               | 6:4, 6:3          |
| 12. | 29. April 2023     | Oeiras           | ITF W60        | Sand      | Fernanda Contreras Gómez | Jesika Malečková Renata Voráčová          | 6:3, 6:2          |
| 13. | 1. Juli 2023       | Bad Homburg      | WTA 250        | Rasen     | Lidsija Marosawa         | Eri Hozumi Monica Niculescu               | 6:0, 7:63         |
| 14. | 7. September 2024  | Montreux         | WTA Challenger | Sand      | Quinn Gleason            | María Carlé Simona Waltert                | 6:3, 4:6, [10:7]  |
| 15. | 3. November 2024   | Mérida           | WTA 250        | Hartplatz | Quinn Gleason            | Magali Kempen Lara Salden                 | 6:4, 6:4          |
| 16. | 14. Juni 2025      | Grado            | WTA Challenger | Sand      | Quinn Gleason            | Veronika Erjavec Dominika Šalková         | 6:2, 5:7, [10:5]  |
| 17. | 12. Juli 2025      | Contrexéville    | WTA Challenger | Sand      | Quinn Gleason            | Emily Appleton Isabelle Haverlag          | 6:1, 7:64         |